# Sønderhald Kommune
| Strukturdaten       | Strukturdaten                     |
| ------------------- | --------------------------------- |
| Sitz der Verwaltung | Auning                            |
| Fläche              | 137,81 km²                        |
| Einwohner           | 8.503 (2003)                      |
| Kommune seit 2007   | Norddjurs Kommune Randers Kommune |

Sønderhald Kommune war bis Dezember 2006 eine dänische Kommune auf der Halbinsel Djursland im Osten Jütlands im damaligen Århus Amt. 
Sønderhald Kommune entstand im Zuge der Verwaltungsreform des Jahres 1970 und umfasste folgende Sogn:
- Fausing Sogn und Auning Sogn (Landgemeinde Fausing-Auning)
- Øster Alling Sogn und Vester Alling Sogn (Landgemeinde Øster Alling-Vester Alling)
- Virring Sogn und Essenbæk Sogn (Landgemeinde Virring-Essenbæk)
- Årslev Sogn und Hørning Sogn (Landgemeinde Nørre Årslev-Hørning)

Zum 1. Januar 2007 wurde die Kommune aufgelöst. Der westliche Teil (Essenbaek, Hørning, Virring und Årslev Sogn) wurde der Großgemeinde Randers zugeschlagen, während der östliche Teil (Auning, Fausing, Vester Alling und Øster Alling Sogn) bildet, mit der Grenaa Kommune, der Nørre Djurs Kommune und der Rougsø Kommune zur Norddjurs Kommune zusammengeschlossen wurde.